# Leo von Spaur
Leo von Spaur (* um 1440; † 1479 oder 1480) war der erste katholische Bischof von Wien.

## Leben
Friedrich III. schlug ihn 1464 zum Bischof von Brixen vor, jedoch bekam Georg Golser dieses Amt. Ab 1466 war Leo von Spaur Pfarrer von Perchtoldsdorf. Am 20. August 1471 ernannte ihn der Kaiser mit Zustimmung des Papstes zum ersten Bischof der neu gegründeten Diözese Wien. Das Bistum Passau, zu dem Wien bisher gehört hatte, protestierte heftig gegen diese Ernennung. Spaur wollte das Amt wegen der Armut der Diözese nicht antreten. 1473 war er in Wien, übte aber keine bischöflichen Tätigkeiten aus. Weil er an einer unheilbaren Geisteskrankheit litt, wurde Johann Beckensloer 1477 zum Administrator ernannt. Spaur starb 1479 oder 1480.